# Campionati europei di ciclismo su strada 2022 - Gara in linea femminile Under-23
La gara in linea femminile Under-23 dei Campionati europei di ciclismo su strada 2022, ventottesima edizione della prova, si disputò il 10 luglio 2022 su un circuito di 20,9 km da ripetere 5 volte, per un percorso totale di 104,5 km, con partenza ed arrivo da Anadia, in Portogallo. La vittoria fu appannaggio dell'olandese Shirin van Anrooij, che terminò la gara in 2h57'41" alla media di 36,46 km/h, precedendo l'italiana Vittoria Guazzini e l'altra olandese Fem van Empel terza.
Accreditate alla partenza 80 cicliste, delle quali 78 presero il via e 61 completarono la gara.

## Squadre partecipanti
| N.      | Cod. | Squadra     |
| ------- | ---- | ----------- |
| 101-106 | NLD  | Paesi Bassi |
| 107-112 | ITA  | Italia      |
| 113-116 | BEL  | Belgio      |
| 117-122 | FRA  | Francia     |
| 123-127 | GER  | Germania    |
| 128-130 | SWE  | Svezia      |
| 131     | SVK  | Slovacchia  |
| 132-134 | NOR  | Norvegia    |
| 135-137 | EST  | Estonia     |
| 138-142 | POL  | Polonia     |
| 143-144 | CZE  | Cechia      |
| 145-149 | SUI  | Svizzera    |

| N.      | Cod. | Squadra     |
| ------- | ---- | ----------- |
| 150-151 | LAT  | Lettonia    |
| 152-153 | TUR  | Turchia     |
| 154     | LTU  | Lituania    |
| 155-156 | LUX  | Lussemburgo |
| 157-159 | SLO  | Slovenia    |
| 160-161 | AUT  | Austria     |
| 162-167 | UKR  | Ucraina     |
| 168     | IRL  | Irlanda     |
| 169-174 | ESP  | Spagna      |
| 175-176 | DEN  | Danimarca   |
| 177-180 | PRT  | Portogallo  |

## Ordine d'arrivo (Top 10)
| Pos. | Corridore           | Squadra     | Tempo    |
| ---- | ------------------- | ----------- | -------- |
| 1    | Shirin van Anrooij  | Paesi Bassi | 2h57'41" |
| 2    | Vittoria Guazzini   | Italia      | a 11"    |
| 3    | Fem van Empel       | Paesi Bassi | s.t.     |
| 4    | Silvia Zanardi      | Italia      | s.t.     |
| 5    | Maike van der Duin  | Paesi Bassi | s.t.     |
| 6    | Noemi Rüegg         | Svizzera    | s.t.     |
| 7    | Dominika Włodarczyk | Polonia     | s.t.     |
| 8    | Marie Le Net        | Francia     | s.t.     |
| 9    | Shari Bossuyt       | Belgio      | s.t.     |
| 10   | Mari Hole Mohr      | Norvegia    | s.t.     |